# Rekowski (Adelsgeschlecht)

Wappen derer von Rekowski

Rekowski (auch: Reckowski) ist der Name eines altpolnischen Adelsgeschlechts.
Das Geschlecht ist von anderen kaschubisch-polnischen Familien zu unterscheiden, die ebenfalls den Namen oder Beinamen „Rekowski“ führen (Gynz-Rekowski, Styp-Rekowski, Wantoch-Rekowski, Wrycz-Rekowski), aber offenbar nicht stammesverwandt sind.

## Besitzungen
Leopold von Ledebur ordnet dem altpolnischen Geschlecht Rekowski Besitzungen in Kenszyce (urkundlich 1854) im Kreis Adelnau im Großherzogtum Posen und in Koszuty (1843) in Kreis Schroda zu. Bei Johann Siebmacher findet sich die Angabe, dass das Geschlecht Güter in den Kreisen Adelnau und Wreschen besessen haben soll. Laut Justus Perthes waren diese Güter allerdings in der Hand der Wantoch-Rekowski und zwar im Besitz der zu den Wantoch-Rekowski zählenden Brüder Boleslaw Napoleon von Rekowski (1816–1879) und Konstantin (Kasimir) Stephan von Rekowski (1821–1893) sowie deren Nachkommen. Entsprechend erscheint in der „Außerordentlichen Beilage Nr. 46 des Amtsblattes der Königlichen Regierung zu Bromberg“ vom 12. November 1852 ein Stephan von Rekowski als Besitzer des Ritterguts Koszuty im Kreis Schroda. 1866 erscheint derselbe als „v. Rekowski, Casimir aus Koszuty, Kreis Schroda (Posen). Gegenwärtig Rittergutbesitzer auf Koszuty, Kreis Schroda (Posen)“ als Studierender an der Landwirtschaftlichen Akademie Proskau.

## Wappen
Die Familie gehört der Wappengemeinschaft Abdank an.
Blasonierung des Wappens Abdank: In Rot ein silbernes „W“ (polnisch: Łękawica). Auf dem gekrönten Helm die Schildfigur. Die Helmdecken sind rot-silbern.